# Fronan
Fronan – miasto w Wybrzeżu Kości Słoniowej, w dystrykcie Vallée du Bandama, w regionie Hambol, w departamencie Katiola.